# Mannweiler-Cölln

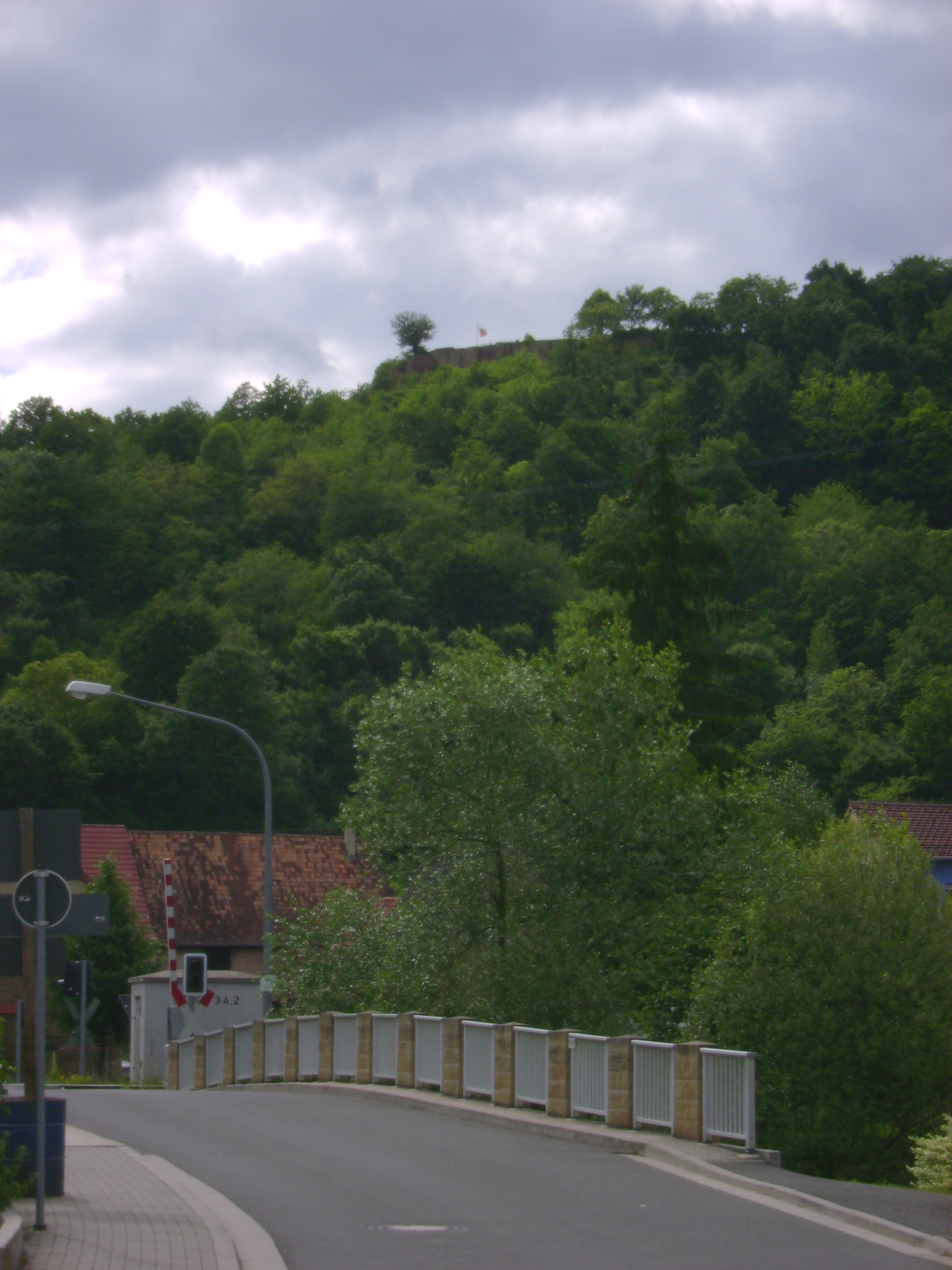
Ortsbild von Mannweiler-Cölln

Mannweiler-Cölln ist eine Ortsgemeinde im Donnersbergkreis in Rheinland-Pfalz. Das Winzerdorf gehört der Verbandsgemeinde Nordpfälzer Land an, die ihren Verwaltungssitz in der Gemeinde Rockenhausen und eine zusätzliche Verwaltungsstelle in Alsenz hat.

## Geographie

### Lage
Mannweiler-Cölln liegt im Nordpfälzer Bergland innerhalb dessen Teilbereich Glan-Alsenz-Höhen. Ortsteile sind Cölln und Mannweiler. Zum Ortsteil Cölln gehören auch die Wohnplätze Morsbacherhof und Weidelbacherhof. Nachbargemeinden sind – im Uhrzeigersinn – Oberndorf, Bayerfeld-Steckweiler und Schiersfeld.

### Gewässer
Die Ortsgemeinde liegt im Tal der Alsenz. Von rechts nimmt diese den Morsbach, der in seinem Unterlauf die Grenze zu Oberndorf bildet und von links den Weidelbach, alternativ Steiggraben genannt.

## Geschichte
Mannweiler-Cölln wurde im Zuge der ersten rheinland-pfälzischen Verwaltungsreform am 7. Juni 1969 aus den aufgelösten Gemeinden Mannweiler und Cölln neu gebildet und in den neu geschaffenen Donnersbergkreis eingegliedert. Drei Jahre später folgte die Zuordnung zur Verbandsgemeinde Alsenz-Obermoschel. Seit 2020 ist Mannweiler-Cölln Bestandteil der Verbandsgemeinde Nordpfälzer Land.

## Religion
Die Katholiken gehören zum Bistum Speyer und unterstehen dort dem Dekanat Donnersberg, die Evangelischen zur Protestantischen Landeskirche Pfalz. Die Protestantische Kirchengemeinde trug bis ins 20. Jahrhundert den Namen Menzweiler.

## Politik
Bei Bundestagswahlen gehört Mannweiler-Cölln seit 2002 zum Bundestagswahlkreis Kaiserslautern. Von 1969 bis 1998 war sie Bestandteil des Wahlkreises Frankenthal. Bei Landtagswahlen ist die Gemeinde seit 1991 wie der restliche Donnersbergkreis in den Wahlkreis Donnersberg eingegliedert.

### Ortsbürgermeister
Udo Weyh ist seit 2019 Ortsbürgermeister von Mannweiler-Cölln.
Der Vorgänger war Hubert Becker.

## Kultur und Sehenswürdigkeiten

### Kulturdenkmäler

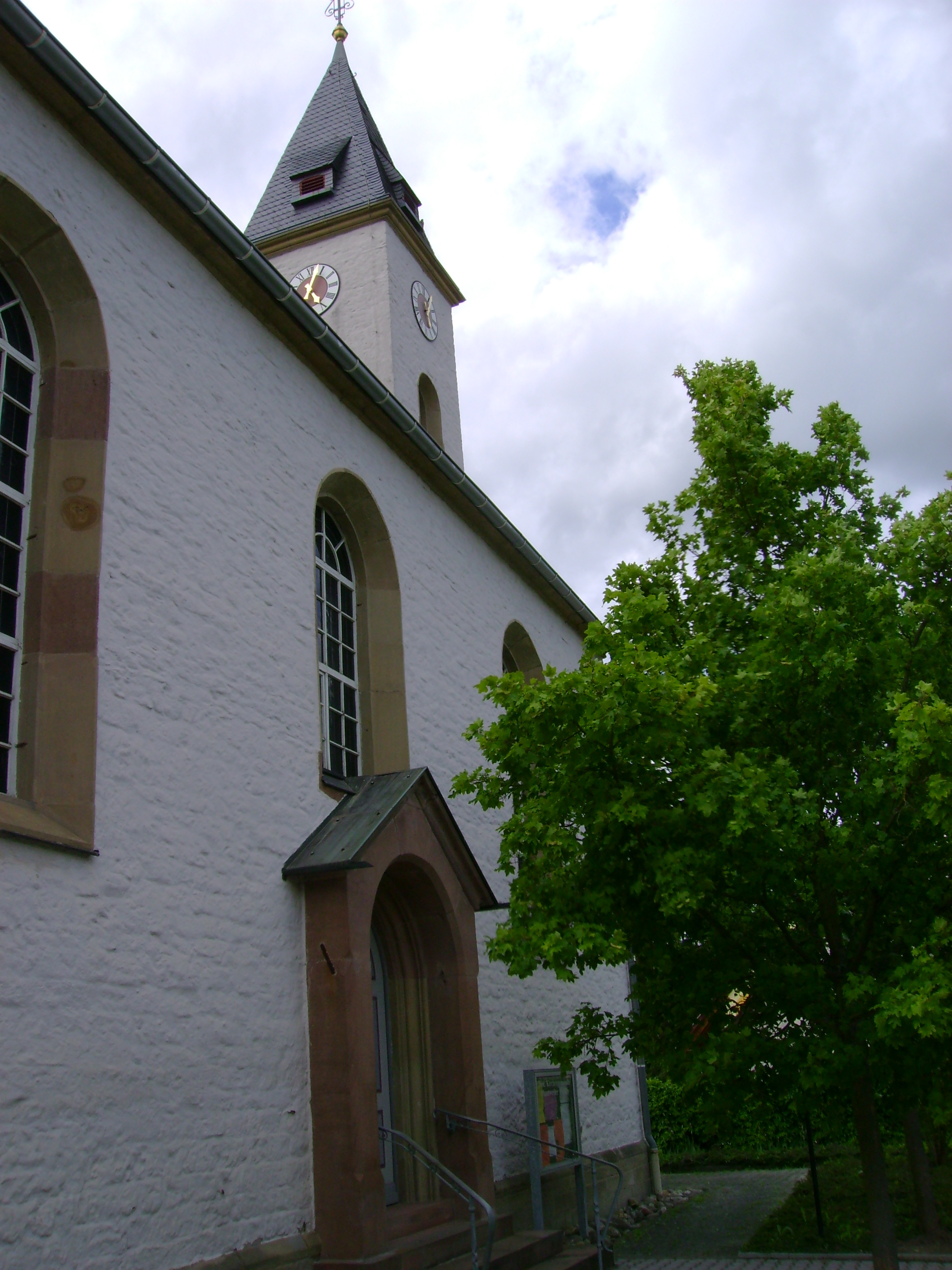
Denkmalgeschützte protestantische Kirche

Der Ortskern von Mannweiler und die Ruine der Burg Randeck sind jeweils als Denkmalzone ausgewiesen.
Hinzu kommen insgesamt zwölf Einzelobjekte, die unter Denkmalschutz stehen. Die örtliche protestantische Kirche wurde in den Jahren 1860 und 1861 erbaut. Ein katholischer Kapellenraum ist im ehemaligen katholischen Schulhaus untergebracht, das 1741 durch Umbau eines Bauernhauses entstanden war. Das Fachwerkhaus weist Glasmalereien auf und wird heute noch gelegentlich für Gottesdienste genutzt. Das Randeck-Museum befindet sich im ehemaligen Schultheißenamt und Schulhaus, wurde 1748 erbaut und fungiert als Heimatmuseum.

### Natur
Einziges Naturdenkmal vor Ort sind zwei Rosskastanien und ein Bergahorn im Ortsteil Cölln.

### Vereine
Vor Ort existiert der Kulturhistorische Verein Mannweiler-Cölln e. V.

## Wirtschaft und Infrastruktur

### Wirtschaft
In Mannweiler-Cölln gibt es ein Weingut; seit 1971 ist der Ort trotz seiner Lage in der Pfalz Bestandteil des Weinanbaugebiets Nahe. Darüber hinaus befindet sich vor Ort ein Produktionsstandort des Autositze-Herstellers Adient.

### Verkehr
Durch den Ort verläuft die Bundesstraße 48. Über die A 63 im Osten besteht Anschluss an den Fernverkehr. Die Kreisstraße 16 verbindet die Gemeinde mit Schiersfeld, die Kreisstraße 28 führt zum Morsbacherhof und die von ihr abzweigende Kreisstraße 30 zum Unteren Stolzenbergerhof, der bereits zu Bayerfeld-Steckweiler gehört.
Die Gemeinde ist über die von Behles Bus betriebene Buslinie 908, die in südlicher Richtung nach Rockenhausen und in nördlicher Richtung bis nach Alsenz verläuft, an das Nahverkehrsnetz angebunden. In Mannweiler befand sich einst ein Haltepunkt der Alsenztalbahn, ehe dieser nach dem Zweiten Weltkrieg mangels Rentabilität aufgelassen wurde. Mittlerweile befindet sich der nächste Bahnhof in Alsenz.

### Tourismus
Die Gemeinde liegt am Alsenz-Radweg. Durch den Südwesten der Gemeindegemarkung verlaufen der Prädikatswanderweg Pfälzer Höhenweg und der mit einem weißen Kreuz markierte Fernwanderweg Nahegau-Wasgau-Vogesen. Mitten durch das Siedlungsgebiet führt ein Wanderweg, der mit einem weiß-blauen Balken gekennzeichnet ist.

## Persönlichkeiten

### Söhne und Töchter der Gemeinde
- August Leyendecker (1873–1937), Jurist
- Walter Giers (1937–2016), Künstler und einer der Pioniere der Electronic Art

### Personen, die vor Ort gewirkt haben
- Susanne Fiscus, 1990/1991 Weinprinzessin im Weinanbaugebiet Nahe, stammt aus Mannweiler-Cölln